# 退化多邊形
退化多邊形是多邊形的退化情況，是指某個幾何對象處於滿足多邊形定義的臨界。有幾種可能：
- 不具面積，或面積為0
- 具有邊長為0的邊
- 具有角度為180度的內角
- 具有0度或360度的內角
- 有邊重合的情況

## 退化三角形
退化三角形是指面積為零的三角形。满足下列条件之一的三角形即可称为退化三角形：三个内角的度数为（180°,0°,0°）或（90°,90°,0°）；三边其中一条边的长度为0；一条边的长度等于另外两条之和。有人认为退化三角形并不能算是三角形，這是由於它介乎於三角不等式之間，在一些資料中已否定了其中一條邊等於其餘兩條邊之和的情況。

## 正零邊形
正零邊形是一個完全退化的多邊形，其甚至已退化至無法構造的結構。
正零邊形是指只有零條邊的多邊形，實際上在任何幾何空間中均無法構造，除了零維空間。在施萊夫利符號中{0}用來表示正0邊形。
由於零邊形是指沒有頂點的幾何體，因此不存在任何邊和角，內角和亦不存在。根據多邊形內角計算公式可得正零邊形的內角為∞°，但是討論零邊形的內角是沒有意義的，因為它不存在任何邊和角。

## 正無限邊形
正無限邊形是正多邊形的一種，是指每條邊都等長、每個角都等角的無限邊形，就如同一般的正多邊形。
在施萊夫利符號中可用{∞}來表示。
正無限邊形的內角為180度，為一平角，因此整個正無限邊形似乎是一條直線。